# Medaille „Für die Befreiung Warschaus“

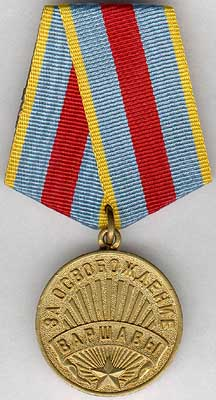
Avers der Medaille

Die Medaille „Für die Befreiung Warschaus“ (russisch Медаль „За освобождение Варшавы“) war eine sowjetische Auszeichnung während des Zweiten Weltkrieges im Zuge der Sowjetischen Winteroffensive 1945, die auch zur Eroberung Warschaus durch die Rote Armee führte. Ihre Stiftung erfolgte durch Josef Stalin 1945. Die Verleihung erfolgte an all jene Angehörigen der Roten Armee, die vom 14. bis 17. Januar 1945 an der Befreiung Warschaus ehrenvoll beteiligt waren. Mit Stand 1995 war die Medaille an etwa 700.000 Personen verliehen worden.

## Aussehen und Trageweise
Die vergoldete Medaille zeigt auf ihrem Avers am unteren mittigen Rand einen Sowjetstern, von dem Strahlen ausgehen, die beinahe die gesamte Fläche der Vorderseite einnehmen. Darüber ist ein wehendes Spruchband zu sehen, auf dem die Inschrift: Варшавы (Warschaus) zu lesen ist. Die etwa halbkreisförmige obige Umschrift: За освобождение (Für die Befreiung) rundet das Avers ab. Das Revers zeigt die dreizeilige Inschrift: 17 / января / 1945 (17. Januar 1945), das Datum der Einnahme Warschaus. Darüber ist ebenfalls ein Sowjetstern dargestellt. 
Getragen wurde die Medaille an der linken oberen Brustseite des Beliehenen an einer langgestreckten pentagonalen stoffbezogenen Spange, deren Grundfarbe hellblau ist. In dieses Band ist ein roter Mittelstreifen eingewebt. Der Saum ist beidseitig in gelb gehalten. Die dazugehörige Interimsspange ist von gleicher Beschaffenheit.